# Jean-Pierre Marielle

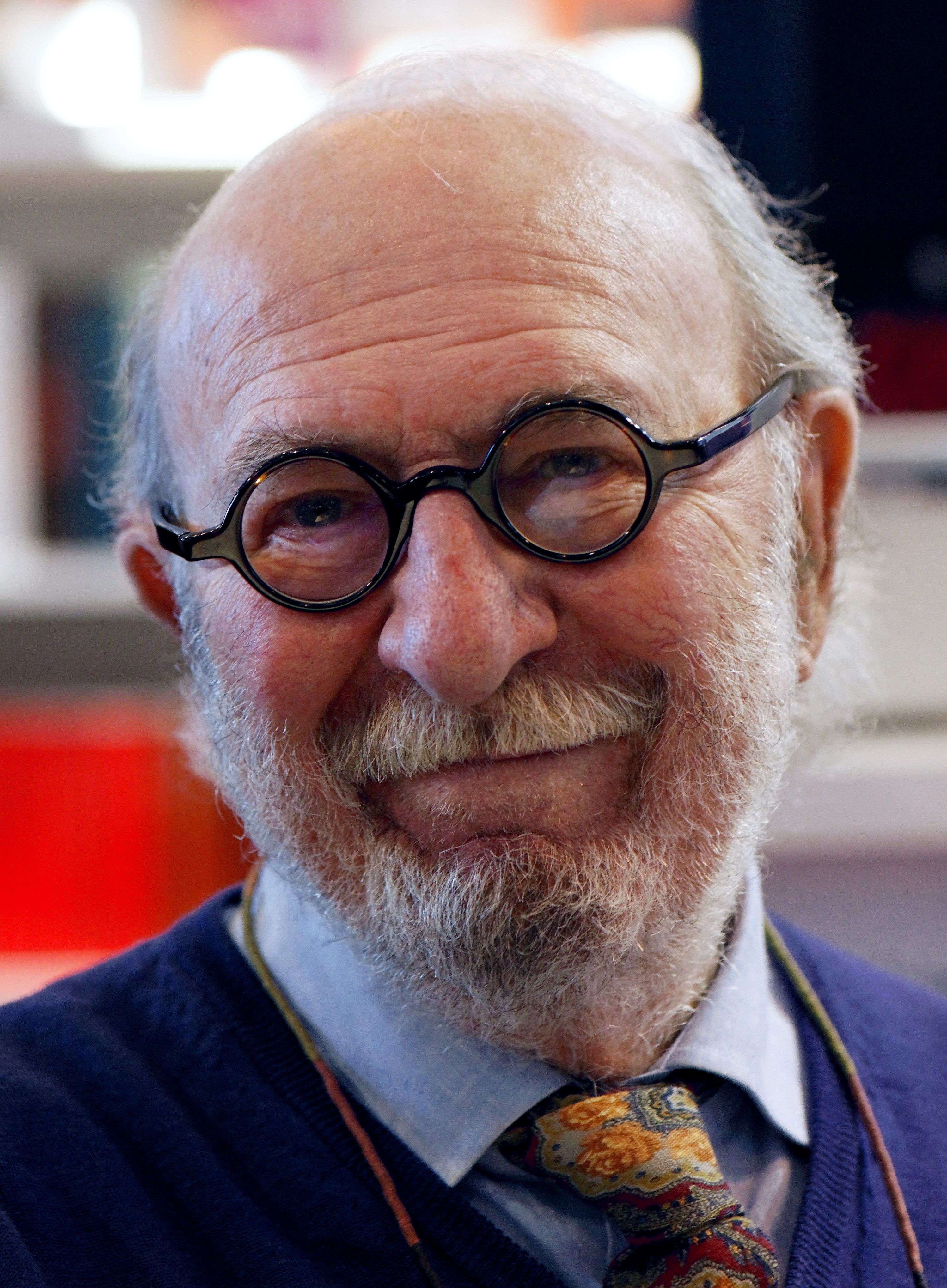
Jean-Pierre Marielle auf der Pariser Buchmesse 2011

Jean-Pierre Marielle (* 12. April 1932 in Paris; † 24. April 2019 in Saint-Cloud) war ein französischer Schauspieler.

## Leben und Karriere
Marielle wuchs als Sohn eines Agrarunternehmers und einer Näherin in Dijon auf.
In den frühen 1950er Jahren begann Marielles Karriere als Theaterschauspieler, bevor er in zahlreichen französischsprachigen Filmproduktionen mitwirkte. In seinem Repertoire fanden sich häufig „kauzig-komische Typen, … großmäulige Prahlhänse und zänkische Meckerer“. In der Gaunerkomödie Der Boß (1985) mit Jean-Paul Belmondo spielte er einen Polizeichef. In dem Film La Controverse de Valladolid verkörperte er 1992 den spanischen Missionar und Menschenrechtler Bartolomé de Las Casas (16. Jahrhundert). Eine seiner bekanntesten Rollen war die des Jacques Saunière in The Da Vinci Code – Sakrileg  (2006), der Verfilmung von Dan Browns Bestseller Sakrileg.

## Filmografie (Auswahl)
- 1957: Der sechste Mann (Tous peuvent me tuer)
- 1964: Dünkirchen, 2. Juni 1940 (Week-end à Zuydcoote)
- 1964: Balduin, der Geldschrankknacker (Faites sauter la banque!)
- 1964: Ich war eine männliche Sexbombe (Un monsieur de compagnie)
- 1964: Der Boss hat sich was ausgedacht (Echappement libre)
- 1965: 100 Millionen im Eimer (Cent briques et des tuiles)
- 1968: Liebe macht lustig, Liebe tut weh (L’amour c’est gai, l’amour c’est triste)
- 1969: Oh, diese Frauen (Les Femmes)
- 1969: Bäumchen, Bäumchen, wechsle dich (Quarante-huit heures d’amour)
- 1969: Pack den Tiger schnell am Schwanz (Le Diable par la queue)
- 1970: Wenn Marie nur nicht so launisch wär’ (Les Caprices de Marie)
- 1971: Musketier mit Hieb und Stich (Les mariés de l’an II)
- 1971: Vier Fliegen auf grauem Samt (Quattro mosche di velluto grigio)
- 1971: Neun im Fadenkreuz (Sans mobile apparent)
- 1973: Der Koffer in der Sonne (La valise)
- 1974: Monsieur Dupont (Dupont Lajoie)
- 1975: Wenn das Fest beginnt … (Que la fête commence …)
- 1976: Ein Tolpatsch auf Abwegen (On aura tout vu!)
- 1977: Aller Anfang macht Spaß (Un moment d’égarement)
- 1981: Der Saustall (Coup de torchon)
- 1985: Der Boß (Hold-up)
- 1985: Der Filou (L’amour en douce)
- 1986: Abendanzug (Tenue de soirée)
- 1988: Einige Tage mit mir (Quelques jours avec moi)
- 1990: Uranus
- 1991: Die siebente Saite (Tous les Matins du monde)
- 1992: Max & Jeremie (Max et Jérémie)
- 1994: Das Parfum von Yvonne (Le parfum d’Yvonne)
- 1994: Das Lächeln (Le sourire)
- 2003: Die kleine Lili (La petite Lili)
- 2006: The Da Vinci Code – Sakrileg
- 2007: Der Fluchtpunkt (Ce que mes yeux ont vu)
- 2009: Micmacs – Uns gehört Paris! (Micmacs à tire-larigot)
- 2012: Die Vollpfosten – Never Change a Losing Team (Les seigneurs)
- 2014: Er liebt mich, er liebt mich nicht – Toujours l’amour (Tu veux ou tu veux pas)
- 2014: Nur eine Stunde Ruhe! (Une heure de tranquillité)

## Auszeichnungen
- 1976: César-Nominierung, Bester Hauptdarsteller, für Die Gelüste des Herrn Theobald (1975)
- 1982: César-Nominierung, Bester Nebendarsteller, für Der Saustall (1981)
- 1987: Bester Hauptdarsteller, Mystfest, für Les mois d’avril sont meurtriers (1987)
- 1989: César-Nominierung, Bester Nebendarsteller, für Einige Tage mit mir (1988)
- 1992: César-Nominierung, Bester Hauptdarsteller, für Die siebente Saite (1991)
- 1993: César-Nominierung, Bester Nebendarsteller, für Max & Jeremie (1992)
- 1993: 7 d’or, Bester Hauptdarsteller, für Die Kontroverse von Valladolid (1992)
- 1995: Bester Hauptdarsteller, Internationales Filmfestival Shanghai, für Les Milles – Gefangen im Lager (1995)
- 2004: César-Nominierung, Bester Nebendarsteller, für Die kleine Lili (2003)
- 2008: César-Nominierung, Bester  Hauptdarsteller, für Faut que ça danse! (2007)
- 2008: Nominierung Globe de cristal, Bester Hauptdarsteller, für Faut que ça danse! (2007)
- 2008: Ehrenpreis des Prix Lumières
- 2014: Preis für das Lebenswerk, Amiens International Film Festival